# Tavi Gallart
Tavi Gallart es una actriz, saxofonista, cabaretista y showwoman española. A lo largo de su carrera ha trabajado tanto en cine, como en compañías de teatro y como transformista, y ha actuado tanto en España como en Brasil y Marruecos.

## Primeros años y carrera
Tavi Gallart es una mujer trans de origen valenciano, proveniente de varias generaciones de músicos en su familia. A los 9 años incursionó en el interpretación con su primera producción teatral, una adaptación de El principito. En su adolescencia comenzó a estudiar música y teatro, y a realizar sus primeras actuaciones en cabarets.
El 2 de marzo de 2019 actuó en el municipio de Sagunto junto a la reconocida drag queen Supremme de Luxe, en el espectáculo «Revístase caballero», que combinó géneros como la copla, el cuplé y el cabaré. En 2021 interpretó el papel de Arrepentimiento en la película El fantasma de la sauna, para la cual también produjo el tema original «Frágil», que grabó en colaboración con las artistas Supremme de Luxe y Pupi Poisson. El videoclip de esta canción fue además grabado por completo en la emblemática Sauna Paraíso de Madrid.
En agosto de 2024 actuó como saxofonista en la Semana Grande de Bilbao, deleitando a los transeúntes que acudían a esta fiesta. Debido al éxito de su repertorio fue entrevistada por El Correo, tras lo cual recibió numerosos ataques tránsfobos y mensajes de odio a través de redes sociales.

## Filmografía

### Cine
| Año  | Título                  | Papel           | Notas        |
| ---- | ----------------------- | --------------- | ------------ |
| 2018 | Daddy Dearest           | David           | Cortometraje |
| 2021 | El fantasma de la sauna | Arrepentimiento | Película     |